# Deinypena nyasana
Deinypena nyasana är en fjärilsart som beskrevs av George Francis Hampson 1926. Deinypena nyasana ingår i släktet Deinypena och familjen nattflyn. Inga underarter finns listade i Catalogue of Life.